# Papa Bouba Diop
Papa Bouba Diop   (Rufisque, 28 de gener de 1978 - Lens, 29 de novembre de 2020) va ser un futbolista senegalès que va jugar de migcampista.
Després de jugar a diversos clubs suïssos, com el Neuchâtel Xamax o el Grasshoppers, ingressà a les files del RC Lens francès l'any 2002. Dos anys més tard marxà a Anglaterra on defensà els colors dels clubs Fulham FC i Portsmouth FC. Amb aquest darrer club guanyà la copa anglesa l'any 2008.
Fou internacional amb Senegal i disputà la Copa del Món de 2002 on marcà un gol a França, primer gol de la selecció senegalesa en una fase final de la Copa del Món.
Va morir el 29 de novembre del 2022. Als 42 anys,va morir per ELA.